# Jan Lamser
Jan Lamser (* 8. prosince 1966) je český ekonom a bankéř s téměř 20 lety zkušeností ve vrcholných funkcích ČSOB. V letech 2011 až 2020 byl prezidentem Šachového svazu České republiky.
Je propagátorem technologií blockchainu a digitálních měn a odbornost zahrnuje studium ekonomie, teologie, matematiky a autorského divadla na různých vysokých školách v Praze a Francii. Známý svým širokým rozhledem, vyjadřuje i obavy z některých technologických inovací, zejména v oblasti vzdělávání, kde varuje před zjednodušujícím přístupem, který by mohl vést k negativním sociálním důsledkům. Je zakládajícím členem Unijazz – sdružení pro podporu kulturních aktivit, z. s., prezidentem Sdružení pro digitální účtenky z.s., spolumajitelem Nadačního fondu Úsměv Anděla a spolumajitelem a členem dozorčí rady nadačního fondu NOVÉ ČESKO.

## Životopis

### Studia
V letech 1984 až 1990 vystudoval na Univerzitě Karlově obor pravděpodobnost a statistika. V letech 1989 až 1994 studoval ekonomii na VŠE a od roku 1991 do roku 1993 na HEC Paris obor strategický management. V letech 2001 až 2007 na Univerzitě Karlově dogmatiku, a 2012 až 2014 na Akademii múzických umění obor kreativní pedagogika. PhD získal za Výzkum v teologické perspektivě hry na Univerzitě Karlově, kde studoval od září 2016 do června 2021.

### Praxe
V letech 1993 až 1994 působil jako úvěrový analytik v BNP Dresdner Bank v Praze. Od roku 1995 byl do 12. června 2014 zaměstnancem ČSOB (jediným akcionářem společnosti ČSOB je mezinárodní bankovní a pojišťovací skupina KBC Bank NV působící v Belgii a zemích střední a východní Evropy), kde byl naposledy jako člen představenstva (byl jím, i a vrchním ředitelem, od roku 1997) odpovědný největší agendu – maloobchodní pobočkovou síť v ČSOB, Poštovní spořitelně i Era a v celé skupině odpovídal za oblast nových online služeb pro maloobchod (ratilovou klientelu) – integrované bankovnictví (divizi Integrované služby), které po něm dočasně převzal generální ředitel ČSOB John Hollows. Od ledna 2015 do září 2019 byl partnerem (associate partner) pražské společnosti Redeggs zaměřené na nové modely v oblasti bankovních plateb.
V únoru 2016 spoluzaložil Adelphoi, technologický inkubátor pro blockchainové inovace ve fintech odvětví, sídlící na ostrově Man a stal se členem představenstva společnosti. V červnu 2016 spoluzaložil Siesta Solution se sídlem v Praze a je členem dozorčí rady Siesta Energy, technologické firmy působící v turismu, energetice, logistice i fintech.
Od roku 2020 je členem pětičlenné Dozorčí komise Rady ČT, poradního orgánu Rady ČT (radních), jehož členové jsou oproti radním vázáni mlčenlivostí a mohou nahlížet do všech interních materiálů ČT. Nová dozorčí komise nahradila dosavadní pětici odvolanou radou pro vážné výhrady, přičemž čtyři z odvolaných členů podali předžalobní výzvu a obrátili se na soud. Nejvyšší správní soud (NSS) v říjnu 2022 rozhodl, že Rada ČT oprávnění odvolat celou svou dozorčí komisi neměla a rozhodnutí přijaté v listopadu 2020 na návrh tehdejší radní Hany Lipovské zrušil.
Od března 2023 předsedá nově vzniklému Sdružení pro digitální účtenky (SDU), jehož je zakládajícím členem. Inovací v procesech maloobchodu má být pod jeho záštitou digitální účtenka, ať ve formátu XML, či JSON – strojově čitelná, což má podle SDU „umožnit automatizované zpracování informací, snížit administrativní zátěž a nabídnout možnost analýzy a správy osobních financí“. SDU chce standard digitální účtenky prosadit pro transakce B2C po vzoru existujícího ISDOC – standardu digitální faktury pro transakce B2B.